# Judikat Torres

Die vier sardischen Judikate, Calari = Cagliari - Logudoro = Torres

Das Judikat Torres war eines der vier mittelalterlichen Judikate auf Sardinien. Es lag im Nordwesten der Insel und grenzte an Gallura im Nordosten und Osten, Arborea im Süden und Südwesten und Calari (Cagliari) im Süden und Südosten. Wie die anderen Judikate auch, wurde Torres von Richtern regiert.

## Geschichte
Das Judikat Torres trat ins Blickfeld der Geschichte, als Kaiser Friedrich II. für seinen Sohn Enzio dort eingriff.
Nach dem Tod von Mariano II., Richter von Torres, wurde seine Tochter Adelasia de Lacon-Gunale 1236 Richterin. Sie war verheiratet mit Ubaldo Visconti, Richter von Gallura. Nach Viscontis Tod heiratete sie im Oktober 1238 Enzio, der danach Richter von Torres wurde, und 1239 von seinem Vater zum König von ganz Sardinien ernannt wurde, ohne dass dadurch die Judikate abgeschafft wurden. Die Ehe wurde 1246 geschieden.